# USS Ogeechee (AOG-35)
USS Ogeechee (AOG-35) – amerykański tankowiec typu Mettawee z okresu II wojny światowej.
Stępkę jednostki położono 7 maja 1944 w stoczni East Coast Shipyard Inc. w Bayonne (stan New Jersey). Jednostka została nabyta przez US Navy 31 sierpnia 1944 i weszła do służby 6 września 1944, pierwszym dowódcą został Lt. William E. Peterson, USCGR.

## Służba w czasie II wojny światowej
Obsadzony przez załogę wywodzącą się z US Coast Guard "Ogeechee" odbył dziewiczy rejs po wodach zatoki Chesapeake. Następnie popłynął po ładunek na Arubę, gdzie był 6 listopada.

### Operacje na wodach alaskańskich
Po przejściu przez Kanał Panamski 13 listopada popłynął przez San Diego do Seattle. Tam wyładował ładunek i przeszedł przebudowę i naprawę związaną z przydziałem na burzliwe wody Aleutów. Po zabraniu pierwszego ładunku benzyny opuścił Seattle 17 stycznia 1945 i popłynął do Adak na wyspie tej samej nazwy u wybrzeży Alaski, zawijając po drodze do wyspy Kodiak i Dutch Harbor. Dostarczył swój ładunek na wyspę Attu. Następnie przez kilka kolejnych miesięcy pełnił służbę transportową przewożąc benzynę pomiędzy bazami zaopatrzeniowymi w Sand Bay na Alasce do baz armii i marynarki na zachód od Dutch Harbor.

## Wycofanie ze służy
"Ogeechee" opuścił Kodiak 10 listopada i popłynął do San Francisco. Do tego portu dotarł 19 listopada i rozpoczął dezaktywację. Został wycofany ze służby 18 lutego 1946 r., po czym skreślony z listy jednostek floty 12 marca tegoż roku. Przekazany następnie do Maritime Commission, został sprzedany 1 lipca. Zezłomowany w roku 1964.